# Der Pavillon auf den Dünen

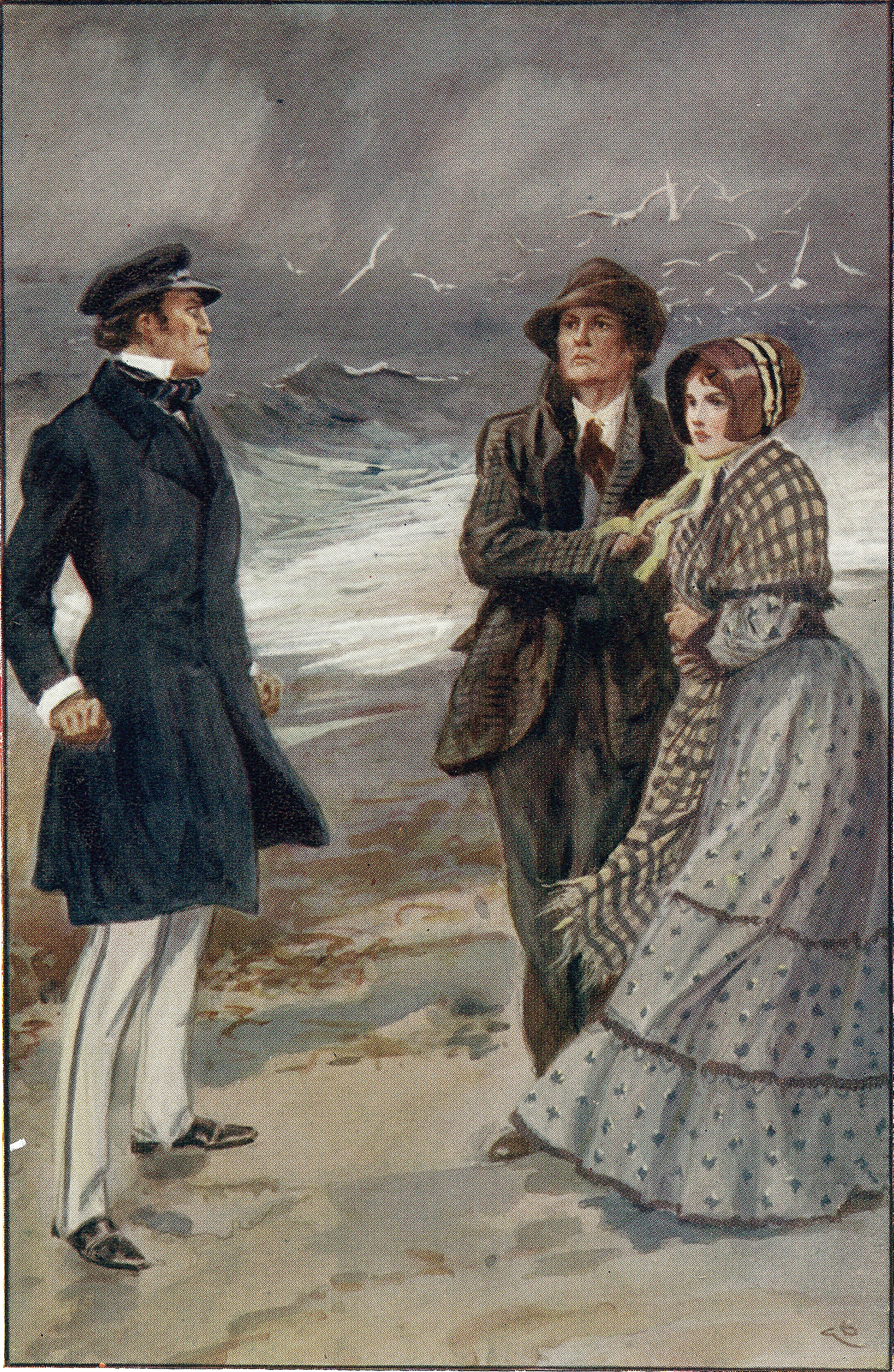
Gordon Browne (1913): Frontispiz der Londoner Ausgabe bei Chatto & Windus

Der Pavillon auf den Dünen (engl. The Pavilion on the Links) ist eine Erzählung des schottischen Schriftstellers Robert Louis Stevenson, die 1879/1880 entstand und im Herbst 1880 im Cornhill Magazine erschien.
Ein „zivilisationsmüder Tramp“ findet unterwegs sein Glück.

## Inhalt
Der 30-jährige Schotte Frank Cassilis führt ein Vagabundenleben. Er wandert und reitet durch seine Heimat. Geldsorgen kennt der einzelgängerische Akademiker nicht.
Frank erzählt die Vorgeschichte seiner Ehe mit der Engländerin Clara Huddlestone. Das junge Mädchen begleitet ihren Vater Bernard Huddlestone. Dieser bankrotte Bankier wird gesucht. Er findet im Pavillon, wie  R. Northmours einsames Landhaus auf den Dünen im schottischen Graden Easter am Nordsee-Ufer genannt wird, Unterschlupf. Hinter Mr. Huddlestone sind die Gläubiger her – Carbonari aus  dem Trentino und aus Parma. Der verkrachte Bankier hat die Gelder der Herrschaften veruntreut.
Northmour, der neun Jahre vor Handlungsbeginn Franks Kommilitone gewesen war, will dem alten Huddlestone das Leben retten, verlangt jedoch als Lohn Claras Hand.
Frank, der mit Sack und Pack daherkommt, rastet in der Nähe des Pavillons. Er lernt Clara kennen und lieben. Die Liebe wird von Anfang an erwidert.
Stevenson überrascht den Leser mit einem Kunstkniff. Während des Erzählens greift Frank wenige Male vor. So spricht er bald von seiner geliebten Frau Clara, obwohl er sie erst nach dem Ende der erzählten Zeit heiratet. Die berichteten Ereignisse müssen zum Erzählzeitpunkt weit zurückliegen, denn Frank erwähnt sogar an einer Stelle mitten im Text Claras Tod. Der Leser erfährt aber nicht, wie Clara zu Tode gekommen ist.
Die beiden Huddlestones, Frank und Northmour verbarrikadieren sich im Pavillon. Nachdem die Eingeschlossenen den ersten Angriff überstanden haben, zünden die „italienischen Freiheitskämpfer“ den Pavillon an. Der alte Huddlestone verlässt als Erster die Festung, wird in Strandnähe erschossen und versinkt spurlos im Schwemmsand. Frank und Northmour retten Clara. Northmour überlässt dem ehemaligen gleichaltrigem Freund und jetzigen Rivalen die Frau kampflos. Jahre später fällt Northmour unter Garibaldi in Tirol.

## Rezeption
- Arthur Conan Doyle schreibt 1907: „Noch heute halte ich den Pavillon in den Dünen für eine der bedeutendsten Kurzgeschichten der Weltliteratur.“[6]
- Poschmann hebt den strengen novellistischen Bau der „packenden, kunstvoll gebauten Handlung“ hervor und schreibt, indem Frank Cassilis in die bewaffneten Auseinandersetzungen verwickelt werde, müsse er die selbstgewählte soziale Isolierung aufgeben, weil er seine humanistische Haltung bewahren wolle.[7]
- Dölvers macht auf die ziemlich unwahrscheinliche Fabel (zum Beispiel Huddlestones spurloses Verschwinden im Schwemmsand) aufmerksam und bemerkt so etwas wie Klamauk (zum Beispiel das Agieren der italienischen Revolutionäre in den schottischen Dünen), lobt aber Stevensons erzählerisches Talent. Mit sicherer Hand male der Autor das „Bild einer unsicheren, angsteinflößenden Welt“[8]. Zudem entstehe im Text eine gewisse Ordnung durch die Dominanz des Psychischen.[9]
- Wolfgang Hilbig, in den Fußstapfen Arthur Conan Doyles, hat die Erzählung geschätzt (siehe Der Brief).

## Verfilmungen
in englischer Sprache
- 1920 USA: The White Circle. Stummfilm von Maurice Tourneur mit John Gilbert als Frank Cassilis, Janice Wilson als Clara Huddlestone, Harry Northrup[10] als Northmour und Spottiswoode Aitken als Bernard Huddlestone.[11]
- 2004: The Pavilion. Direct-to-Video von  C. Grant Mitchell mit  Craig Sheffer als Frank Cassilis, Patsy Kensit als Clara Huddlestone, Richard Chamberlain als Bernard Huddlestone und Daniel Riordan[12] als Northmour.

## Deutschsprachige Literatur

### Ausgaben
- Robert Louis Stevenson: Der Pavillon auf den Dünen. Dr. Jekyll und Mr. Hyde. Ins Deutsche übertragen von Curt Thesing. (R. L. Stevenson Gesammelte Werke, herausgegeben von Marguerite und Curt Thesing). Buchenau & Reichert Verlag, ohne Jahr (um 1930). 250 Seiten.
- Robert Louis Stevenson: Der Pavillon auf den Dünen (Übersetzerin: Barbara Cramer). In Robert Louis Stevenson: Das rätselvolle Leben. Meistererzählungen. Nachwort von Karl-Heinz Wirzberger. Dieterich’sche Verlagsbuchhandlung, Leipzig 1953, 400 Seiten, S. 312–379, DNB 454880588. Weitere enthaltene Werke: Des Sire de Malétroit Tür; Markheim; Olalla; Der seltsame Fall Dr. Jekyll und Mr. Hyde; Die krumme Janet; John Nicholsons unglückselige Abenteuer; Will von der Mühle; Der Pavillon auf den Dünen.[A 3]
- Robert Louis Stevenson: Der Pavillon in den Dünen. sowie Olalla. Übersetzt von Marguerite und Curt Thesing. Alexander Duncker Verlag Otfried Kellermann, München 1954, DNB 454882114 (149 Seiten).
- Robert Louis Stevenson: Der Pavillon in den Dünen. sowie John Nicholson, der Pechvogel. Illustriert von Werner Ruhner, mit einem Nachwort von Henri Poschmann. Übersetzer: Rudolf Köster (Pavillon) und Günter Löffler (Pechvogel). Verlag Neues Leben, Berlin 1965, DNB 454882130.

### Sekundärliteratur
- Horst Dölvers: Der Erzähler Robert Louis Stevenson. Interpretationen. Francke Verlag, Bern 1969, ohne ISBN, 200 Seiten
- Michael Reinbold: Robert Louis Stevenson. Rowohlt, Reinbek 1995, ISBN 3-499-50488-X.